# 目白ジム
目白ジム（めじろジム）は、1969年（昭和44年）3月に創設され、東京都豊島区目白に存在したキックボクシングジム、またはその支部であり1978年にオランダ・アムステルダムに創設されたキックボクシングジム。
日本の目白ジム本部の会長は黒崎健時。1978年（昭和53年）に目白に所在したまま、「新格闘術 黒崎道場」と改名。その後「黒崎格闘技スクール」と改名し、埼玉県戸田市に移っている。アムステルダム支部の初代会長はヤン・プラス、現会長はアンドレ・マナート。
メジロジムとカタカナ表記される場合はアムステルダム支部のことを指すが、日本の目白ジム本部が改名・移転した現在では漢字表記されていてもアムステルダム支部のことを指す場合が多い。
日本の本部、アムステルダム支部ともに数多くの強豪キックボクサー、ムエタイ戦士を輩出している。

## 概要
1964年（昭和39年）に大山道場（後の極真会館）の代表メンバーの一人としてムエタイと戦った黒崎は、自らが敗北した悔しさとムエタイの格闘レベルに驚愕した。この経験から1969年（昭和44年）に極真会館を離れ、打倒ムエタイを目的として同ジムを立ち上げて、キックボクシングに参戦した。
全日本キックボクシング協会に加盟して、大沢昇・藤原敏男・島三雄・岡尾国光・斎藤京二らの全日本王者を輩出。そして大沢・藤原・島はタイに赴き、ムエタイランカーと互角の戦いを展開し、1978年（昭和53年）に藤原が外国人初のムエタイ王者（ラジャダムナン王者）となった。
同じ年に同ジムを「新格闘術 黒崎道場」と改名し、新格闘術として独自興業を打ち始めた。当時は積極的に他団体や異種格闘技と交流する時代でなかったが、黒崎は全日本キックボクシング協会の枠組みに囚われず、当時台頭してきたWKAやPKAといった、アメリカンプロカラテやムエタイ、あるいは異種格闘技とのマッチメイクを積極的に組んでいた。他にも単発的に独自にタイからランカークラスの選手を招聘して、日本武道館でムエタイの試合を開催したり、所属連盟に囚われないキックボクシングのオープントーナメントなども開催した。

## オランダ支部
オランダ人のヤン・プラスは日本の目白ジムでの修業を経て1978年、母国のオランダ・アムステルダムに目白ジム・アムステルダム（Mejiro Gym Amsterdam）を設立。ボスジム創設者のヨハン・ボス、FFC創設者のルシアン・カルビンなどもメジロジム・アムステルダム創設メンバーの一人だった。
キックボクシング王国オランダの黎明期から数多くの名選手・名王者を輩出してきたため、ドージョー・チャクリキ、メジロジムの分家であるボスジムと共に「オランダ三大ジム」と称されている。チャクリキ、ボスジムと同様にトレーナーのことを「先生」と日本語で呼んだり、練習の最後に黙想をするなど日本の名残がある。
ロブ・カーマン、ディック・フライ、ボブ・シュライバーらを輩出。1990年代にアンドレ・マナートが会長となってからもレミー・ボンヤスキー、アンディ・サワー、ブリース・ギドンらを輩出。モーリス・スミスやピーター・アーツも一時期所属していた。
後にフリースラント州レーワルデン支部も設立された。

## 逸話
日本の本部ではウィリー・ウィリアムスや小比類巻太信、アムステルダム支部でも小林聡、魔裟斗、エヴェルトン・テイシェイラ、ジョゼ・アルドなど、他格闘技・他ジム出身の選手を引き取り、指導することも多い。